# Imperial Oil

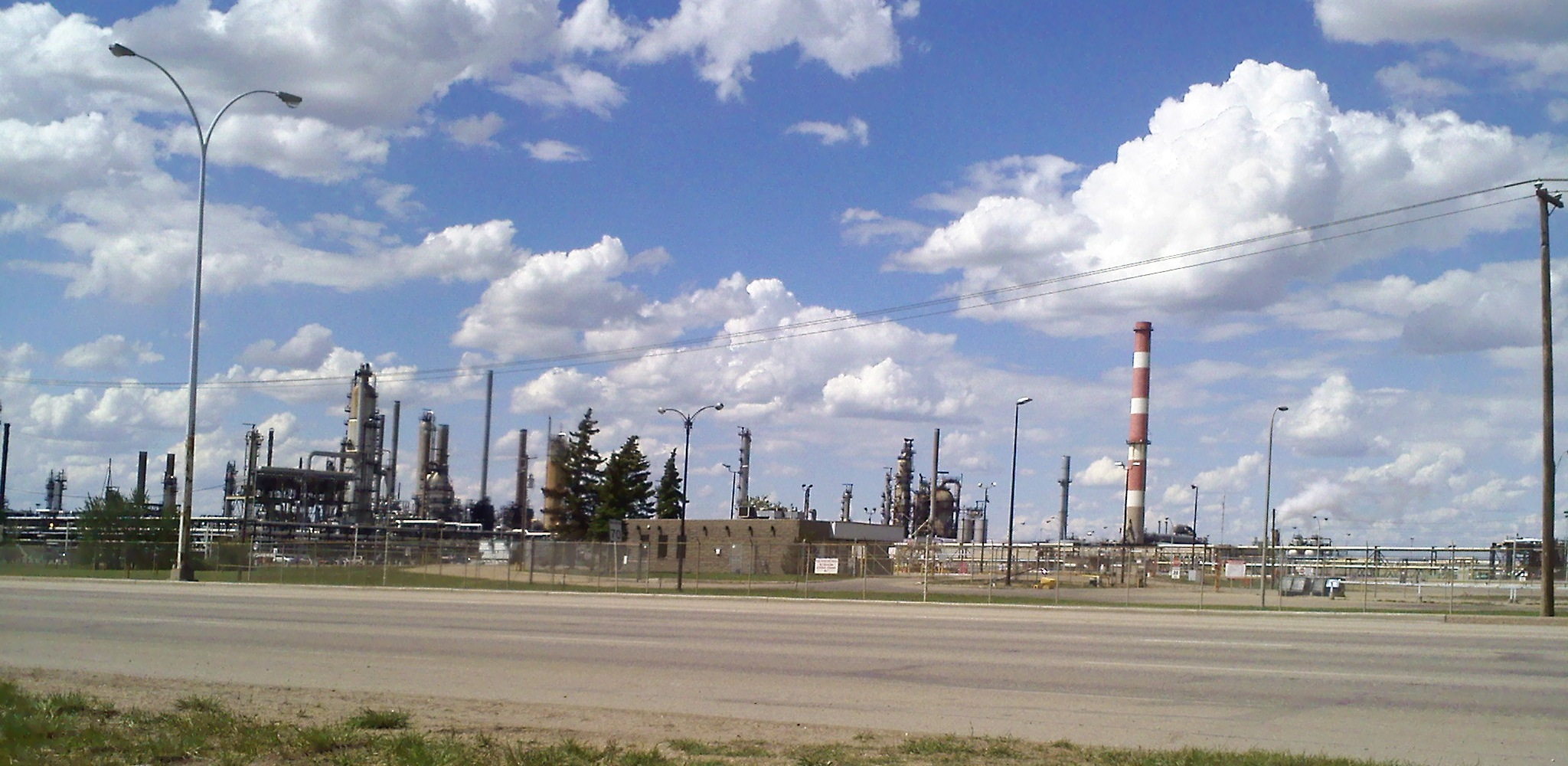
Refinaria de Strathcona, da Imperial Oil

A  Imperial Oil Limited  é uma empresa petrolífera do Canadá. 69,6% de suas ações pertencem ao grupo ExxonMobil.